# Serie A 2002-2003
La Serie A 2002-2003 è stata la 101ª edizione della massima serie del campionato italiano di calcio (la 71ª a girone unico), disputata tra il 14 settembre 2002 e il 24 maggio 2003 e conclusa con la vittoria della Juventus, al suo ventisettesimo titolo, il secondo consecutivo.
Capocannoniere del torneo è stato Christian Vieri (Inter) con 24 reti.

## Stagione

### Novità
Dopo la retrocessione maturata sul campo, la Fiorentina incorse nell'ulteriore fallimento societario che obbligò i toscani a riprendere l'attività agonistica dalla Serie C2. La massima categoria riaccolse invece Modena e Como, assenti rispettivamente dal 1964 e dal 1989; a completare il lotto delle neopromosse erano poi Empoli, di ritorno dopo un triennio, e Reggina, subito risalita dopo una sola stagione tra i cadetti.

#### Aggiornamenti
Il mancato raggiungimento di un accordo tra società e televisioni circa i diritti di trasmissione provocò lo slittamento del campionato, con la prima giornata posposta al mese di novembre.

### Calciomercato

Il brasiliano Adriano, neoacquisto del Parma, fu autore di un positivo campionato con 15 gol.

Il precedente titolo mancato al fotofinish caricò l'Inter della voglia di rivalsa: scambiato Seedorf al Milan per Coco, i nerazzurri puntellarono la difesa con Fabio Cannavaro e rinforzarono la mediana con Almeyda, entrambi dal Parma, mentre in attacco, dopo la cessione di un ormai insofferente Ronaldo al Real Madrid, arrivò l'argentino Crespo strappato alla Lazio, società che nel corso dell'estate si era vista costretta a sacrificare alcuni tra i suoi migliori elementi dinanzi ai problemi finanziari del patron Sergio Cragnotti; in gennaio arriverà a Milano anche Batistuta, rivelatosi tuttavia incapace di contribuire alla causa nerazzurra complice anche un precoce declino fisico.
Della traballante situazione laziale accennata poc'anzi si avvantaggiò anche il Milan che fece suo il difensore Nesta, mentre il resto della sessione vide i rossoneri ampliare le soluzioni in attacco con l'ex blaugrana Rivaldo e il nazionale danese Tomasson dal Feyenoord. La Juventus si limitò a rifinire l'organico campione in carica integrando l'esterno Camoranesi dal retrocesso Verona e l'attaccante Di Vaio dal Parma, onde far fronte ai sopraggiunti infortuni occorsi nelle settimane precedenti ai titolari Zambrotta e Trezeguet. Proprio i ducali avevano nel frattempo ringiovanito il loro reparto avanzato con il brasiliano Adriano e il romeno Mutu, una coppia che emergerà tra le più affiatate della stagione.
Movimenti di spicco si registrarono tra le provinciali, con Chievo e Udinese che puntarono, rispettivamente, sugli arieti tedeschi Bierhoff e Jancker; tra le file clivensi si registrò inoltre la temporanea defezione di Luciano, in precedenza conosciuto come Eriberto e squalificato per la falsificazione dei propri documenti. La Reggina affidò una maglia da titolare al giapponese Nakamura, mentre sempre a tema asiatico il presidente del Perugia, il fumantino Luciano Gaucci, licenziò il sudcoreano Ahn Jung-hwan complice il golden goal che era costato l'eliminazione dell'Italia dal campionato del mondo 2002; il peso del reparto offensivo umbro ricadde così sul neoacquisto Miccoli, al debutto in A dopo alcuni buoni campionati cadetti a Terni.

### Avvenimenti

#### Girone di andata

L'oriundo argentino Mauro Camoranesi non patì l'impatto con la Juventus, disputando un ottimo girone di andata; pur con una flessione nella tornata conclusiva, sarà tra i protagonisti della riconferma tricolore dei campioni uscenti.

Già dalle battute iniziali le milanesi parvero le maggiori concorrenti al titolo dei bianconeri: alla conclusione dei primi tre turni effettivi fu l'Inter ad assumere il comando. A rinfocolare le aspettative nerazzurre concorse peraltro l'avvio incerto della Juventus campione in carica, con il derby d'Italia a San Siro risoltosi in un nulla di fatto. Deludente risultò invece l'inizio della Roma, distratta peraltro da tensioni interne.
A mutare lo scenario in vetta soggiunsero alcuni passi falsi compiuti dall'undici di Héctor Cúper, circostanza che agevolò il sorpasso di un Milan vittorioso inoltre nella stracittadina. Malgrado l'effimero insediamento in vetta di una Lazio da annoverare quale possibile sorpresa, l'Inter conseguì l'aggancio ai rossoneri: le meneghine terminarono alla pari l'anno solare, situazione persistita anche al ritorno in campo dopo la pausa natalizia.
Il pesante rovescio interista in quel di Perugia – contro una formazione il cui rendimento spiccò in positivo – consegnò il titolo d'inverno agli uomini di Carlo Ancelotti; con la Juventus stabile in quarta posizione, la corsa all'Europa riguardò le outsider Chievo e Bologna in aggiunta a Parma e Udinese.
Alle spalle di una deludente Roma, si ritrovarono distanziate da un esiguo margine Empoli e Modena; senza assilli risultò il percorso del Brescia, con il rischio di retrocessione a incombere invece su Torino e Como.

#### Girone di ritorno

Christian Vieri, centravanti dell'Inter che chiuse al secondo posto della graduatoria, con 24 reti primeggiò per l'unica volta in carriera nella classifica marcatori della Serie A.

Il primo scorcio della tornata conclusiva pose in pericolo anche Atalanta e Reggina nonché il discontinuo Piacenza. Le vicende di vertice riconsegnarono il primato all'Inter, situazione vanificata in breve tempo dall'aggancio bianconero. Similmente al campionato precedente i torinesi emersero alla distanza, convivendo in testa con i rivali per una sola domenica: il confronto diretto al Delle Alpi ebbe infatti luogo nel turno successivo, con la netta vittoria dei padroni di casa che assegnò loro il comando solitario.
A fronte di un quadro europeo sostanzialmente invariato, sul fondo della classifica il ritardo accumulato da lariani e granata assunse proporzioni incolmabili in primavera. Una lieve ripresa della Roma non fu sufficiente ai giallorossi per recuperare terreno, mentre l'assalto condotto dal Milan alla seconda piazza gravò sulla già proibitiva rimonta cui erano chiamati i concittadini.
Traendo vantaggio dal ritrovato contributo del suo capitano Del Piero, reduce da mesi tribolati sul piano fisico, la Juventus ipotecò lo Scudetto a fine aprile. Condanne anticipate alla serie cadetta riguardarono Torino e Como, entrambe aritmeticamente retrocesse alla quart'ultima giornata; la matematica fornì ulteriori verdetti nel turno seguente, con il tricolore conseguito anzitempo dai bianconeri per effetto di un pari interno contro il Perugia (avversario che, tre anni prima, le costò proprio il titolo). Le milanesi completarono il podio, con Lazio e Parma ad accendere la rincorsa al quarto posto.
La bagarre in coda registrò la resa piacentina con una gara di anticipo, complice la battuta d'arresto contro gli stessi ducali che, da par loro, non furono in grado di attentare alla classifica laziale, vedendosi confinati alla Coppa UEFA cui ebbero accesso anche Udinese e Roma. A conferire un'opportunità in chiave continentale ai giallorossi, reduci da un torneo ben inferiore alle aspettative, fu il raggiungimento della finale di Coppa Italia: la circostanza precluse la passerella europea al Chievo, beffato da un knock-out all'ultima giornata contro le seconde linee juventine.
Alla salvezza raggiunta in extremis dal Modena corrispose uno spareggio tra Atalanta e Reggina, da disputarsi sui 180': l'esito fu favorevole agli amaranto, con gli orobici relegati in cadetteria dopo un triennio nella massima divisione.

## Squadre partecipanti

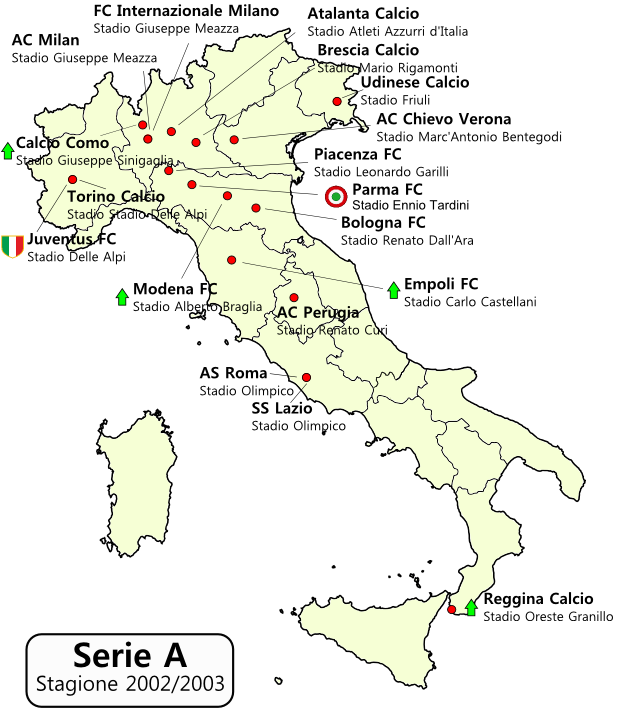
Ubicazione delle squadre della Serie A 2002-2003

| Club     | Stagione | Città           | Stadio                         | Stagione precedente           |
| -------- | -------- | --------------- | ------------------------------ | ----------------------------- |
| Atalanta | dettagli | Bergamo         | Stadio Atleti Azzurri d'Italia | 9º posto in Serie A           |
| Bologna  | dettagli | Bologna         | Stadio Renato Dall'Ara         | 7º posto in Serie A           |
| Brescia  | dettagli | Brescia         | Stadio Mario Rigamonti         | 13º posto in Serie A          |
| Chievo   | dettagli | Verona          | Stadio Marcantonio Bentegodi   | 5º posto in Serie A           |
| Como     | dettagli | Como            | Stadio Giuseppe Sinigaglia     | 1º posto in Serie B, promosso |
| Empoli   | dettagli | Empoli          | Stadio Carlo Castellani        | 4º posto in Serie B, promosso |
| Inter    | dettagli | Milano          | Stadio Giuseppe Meazza         | 3º posto in Serie A           |
| Juventus | dettagli | Torino          | Stadio delle Alpi              | 1º posto in Serie A           |
| Lazio    | dettagli | Roma            | Stadio Olimpico di Roma        | 6º posto in Serie A           |
| Milan    | dettagli | Milano          | Stadio Giuseppe Meazza         | 4º posto in Serie A           |
| Modena   | dettagli | Modena          | Stadio Alberto Braglia         | 2º posto in Serie B, promosso |
| Parma    | dettagli | Parma           | Stadio Ennio Tardini           | 10º posto in Serie A          |
| Perugia  | dettagli | Perugia         | Stadio Renato Curi             | 8º posto in Serie A           |
| Piacenza | dettagli | Piacenza        | Stadio Leonardo Garilli        | 12º posto in Serie A          |
| Reggina  | dettagli | Reggio Calabria | Stadio Oreste Granillo         | 3º posto in Serie B, promosso |
| Roma     | dettagli | Roma            | Stadio Olimpico di Roma        | 2º posto in Serie A           |
| Torino   | dettagli | Torino          | Stadio delle Alpi              | 11º posto in Serie A          |
| Udinese  | dettagli | Udine           | Stadio Friuli                  | 14º posto in Serie A          |

## Allenatori e primatisti
| Squadra  | Allenatore | Calciatore più presente         | Cannoniere                                                  |
| -------- | --- | ------------------------------- | ----------------------------------------------------------- |
| Atalanta | Giovanni Vavassori (1ª-29ª) Giancarlo Finardi (30ª-34ª e spareggio)                                                                               | Massimo Taibi (33)              | Cristiano Doni (10)                                         |
| Bologna  | Francesco Guidolin | Gianluca Pagliuca (34)          | Giuseppe Signori (12)                                       |
| Brescia  | Carlo Mazzone | Gilberto Martínez (34)          | Roberto Baggio (12)                                         |
| Chievo   | Luigi Delneri | Daniele Franceschini (33)       | Federico Cossato (9)                                        |
| Como     | Loris Dominissini (1ª-11ª) Eugenio Fascetti (12ª-34ª)                                                                                             | Benoît Cauet (32)               | Nicola Amoruso, Fabio Pecchia (6)                           |
| Empoli   | Silvio Baldini | Tommaso Rocchi (34)             | Antonio Di Natale (13)                                      |
| Inter    | Héctor Cúper | Javier Zanetti (34)             | Christian Vieri (24)                                        |
| Juventus | Marcello Lippi | Gianluigi Buffon (32)           | Alessandro Del Piero (16)                                   |
| Lazio    | Roberto Mancini | Claudio López (34)              | Claudio López (15)                                          |
| Milan    | Carlo Ancelotti | Dida, Filippo Inzaghi (30)      | Filippo Inzaghi (17)                                        |
| Modena   | Gianni De Biasi | Marco Ballotta (34)             | Giuseppe Sculli (8)                                         |
| Parma    | Cesare Prandelli | Sébastien Frey (34)             | Adrian Mutu (18)                                            |
| Perugia  | Serse Cosmi | Fabrizio Miccoli, Zé Maria (34) | Fabrizio Miccoli (9)                                        |
| Piacenza | Andrea Agostinelli (1ª-19ª) Luigi Cagni (20ª-34ª)                                                                                                 | Enzo Maresca (31)               | Dario Hübner (14)                                           |
| Reggina  | Bortolo Mutti (1ª-8ª) Luigi De Canio (9ª-34ª e spareggio)                                                                                         | David Di Michele (34)           | Emiliano Bonazzoli, David Di Michele, Shunsuke Nakamura (7) |
| Roma     | Fabio Capello | Emerson, Walter Samuel (31)     | Francesco Totti (14)                                        |
| Torino   | Renzo Ulivieri (1ª) Giancarlo Camolese (2ª-6ª) Renato Zaccarelli (7ª) Renzo Ulivieri (8ª-22ª) Renato Zaccarelli (23ª-28ª) Giacomo Ferri (29ª-34ª) | Paolo Castellini (34)           | Marco Ferrante (6)                                          |
| Udinese  | Luciano Spalletti | Morgan De Sanctis (34)          | Vincenzo Iaquinta, David Pizarro (7)                        |

## Classifica finale
|        | Pos. | Squadra  | Pt | G  | V  | N  | P  | GF | GS | DR  |
| ------ | ---- | -------- | -- | -- | -- | -- | -- | -- | -- | --- |
|        | 1.   | Juventus | 72 | 34 | 21 | 9  | 4  | 64 | 29 | +35 |
|        | 2.   | Inter    | 65 | 34 | 19 | 8  | 7  | 64 | 38 | +26 |
| [ 89 ] | 3.   | Milan    | 61 | 34 | 18 | 7  | 9  | 55 | 30 | +25 |
|        | 4.   | Lazio    | 60 | 34 | 15 | 15 | 4  | 57 | 32 | +25 |
|        | 5.   | Parma    | 56 | 34 | 15 | 11 | 8  | 55 | 36 | +19 |
|        | 6.   | Udinese  | 56 | 34 | 16 | 8  | 10 | 38 | 35 | +3  |
|        | 7.   | Chievo   | 55 | 34 | 16 | 7  | 11 | 51 | 39 | +12 |
| [ 90 ] | 8.   | Roma     | 49 | 34 | 13 | 10 | 11 | 55 | 46 | +9  |
|        | 9.   | Brescia  | 42 | 34 | 9  | 15 | 10 | 36 | 38 | -2  |
|        | 10.  | Perugia  | 42 | 34 | 10 | 12 | 12 | 40 | 48 | -8  |
|        | 11.  | Bologna  | 41 | 34 | 10 | 11 | 13 | 39 | 47 | -8  |
|        | 12.  | Modena   | 38 | 34 | 9  | 11 | 14 | 30 | 48 | -18 |
|        | 13.  | Empoli   | 38 | 34 | 9  | 11 | 14 | 36 | 46 | -10 |
|        | 14.  | Reggina  | 38 | 34 | 10 | 8  | 16 | 38 | 53 | -15 |
|        | 15.  | Atalanta | 38 | 34 | 8  | 14 | 12 | 35 | 47 | -12 |
|        | 16.  | Piacenza | 30 | 34 | 8  | 6  | 20 | 44 | 62 | -18 |
|        | 17.  | Como     | 24 | 34 | 4  | 12 | 18 | 29 | 57 | -28 |
|        | 18.  | Torino   | 21 | 34 | 4  | 9  | 21 | 23 | 58 | -35 |

Legenda:
      Campione d'Italia e ammessa alla prima fase a gironi della UEFA Champions League 2003-2004.
      Ammesse alla fase a gironi della UEFA Champions League 2003-2004.
      Ammessa al terzo turno di qualificazione della UEFA Champions League 2003-2004.
      Ammesse al primo turno di Coppa UEFA 2003-2004.
      Ammesse al terzo o al secondo turno di Coppa Intertoto UEFA 2003.
      Retrocesse in Serie B 2003-2004.
Regolamento:
Tre punti a vittoria, uno a pareggio, zero a sconfitta.
A parità di punti valeva la classifica avulsa, eccetto per l'assegnazione dello scudetto, dei posti salvezza-retrocessione e qualificazione-esclusione dalla Coppa UEFA/Champions League per i quali era previsto uno spareggio.
Note:
Il Chievo rinuncia a disputare la Coppa Intertoto.
Modena ed Empoli salvi per classifica avulsa favorevole rispetto ad Atalanta e Reggina, squadre tutte a pari punteggio in classifica.
Reggina salva dopo aver vinto gli spareggi salvezza contro l'Atalanta.

### Squadra campione
| Formazione tipo | Giocatori (presenze)      |
| --- | ------------------------- |
| Buffon Thuram Ferrara Montero Zambrotta Camoranesi Tacchinardi Davids Nedvěd Di Vaio Del Piero | Gianluigi Buffon (32)     |
| Buffon Thuram Ferrara Montero Zambrotta Camoranesi Tacchinardi Davids Nedvěd Di Vaio Del Piero | Lilian Thuram (27)        |
| Buffon Thuram Ferrara Montero Zambrotta Camoranesi Tacchinardi Davids Nedvěd Di Vaio Del Piero | Ciro Ferrara (25)         |
| Buffon Thuram Ferrara Montero Zambrotta Camoranesi Tacchinardi Davids Nedvěd Di Vaio Del Piero | Paolo Montero (21)        |
| Buffon Thuram Ferrara Montero Zambrotta Camoranesi Tacchinardi Davids Nedvěd Di Vaio Del Piero | Gianluca Zambrotta (26)   |
| Buffon Thuram Ferrara Montero Zambrotta Camoranesi Tacchinardi Davids Nedvěd Di Vaio Del Piero | Mauro Camoranesi (34)     |
| Buffon Thuram Ferrara Montero Zambrotta Camoranesi Tacchinardi Davids Nedvěd Di Vaio Del Piero | Alessio Tacchinardi (27)  |
| Buffon Thuram Ferrara Montero Zambrotta Camoranesi Tacchinardi Davids Nedvěd Di Vaio Del Piero | Edgar Davids (26)         |
| Buffon Thuram Ferrara Montero Zambrotta Camoranesi Tacchinardi Davids Nedvěd Di Vaio Del Piero | Pavel Nedvěd (29)         |
| Buffon Thuram Ferrara Montero Zambrotta Camoranesi Tacchinardi Davids Nedvěd Di Vaio Del Piero | Marco Di Vaio (26)        |
| Buffon Thuram Ferrara Montero Zambrotta Camoranesi Tacchinardi Davids Nedvěd Di Vaio Del Piero | Alessandro Del Piero (24) |
| Altri giocatori: Marcelo Zalayeta (22), Mark Iuliano (21), Antonio Conte (18), Alessandro Birindelli (17), Gianluca Pessotto (17), David Trezeguet (17), Igor Tudor (14), Cristian Zenoni (13), Marcelo Salas (11), Salvatore Fresi (9), Emiliano Moretti (8), Davide Baiocco (7), Antonio Chimenti (4), Rubén Olivera (3), Matteo Paro (1). |                           |

## Risultati

### Tabellone
|          | ATA  | BOL  | BRE  | CHI  | COM  | EMP  | INT  | JUV  | LAZ  | MIL  | MOD  | PAR  | PER  | PIA  | REG  | ROM  | TOR  | UDI  |
| -------- | ---- | ---- | ---- | ---- | ---- | ---- | ---- | ---- | ---- | ---- | ---- | ---- | ---- | ---- | ---- | ---- | ---- | ---- |
| Atalanta | –––– | 2-2  | 2-0  | 1-0  | 2-1  | 2-2  | 1-1  | 1-1  | 0-1  | 1-4  | 1-3  | 0-0  | 0-2  | 2-0  | 1-1  | 2-1  | 2-2  | 0-0  |
| Bologna  | 2-3  | –––– | 3-0  | 1-1  | 1-0  | 2-0  | 1-2  | 2-2  | 0-2  | 0-2  | 3-0  | 2-1  | 2-1  | 1-0  | 0-2  | 2-1  | 2-2  | 1-0  |
| Brescia  | 3-0  | 0-0  | –––– | 0-0  | 1-1  | 0-2  | 0-1  | 2-0  | 0-0  | 1-0  | 2-2  | 1-1  | 3-1  | 1-2  | 2-1  | 2-3  | 1-0  | 1-1  |
| Chievo   | 4-1  | 0-0  | 1-2  | –––– | 2-0  | 1-0  | 2-1  | 1-4  | 1-1  | 3-2  | 2-0  | 0-4  | 3-0  | 3-1  | 2-1  | 0-0  | 3-2  | 3-0  |
| Como     | 1-1  | 5-1  | 1-1  | 2-4  | –––– | 0-2  | 0-2  | 1-3  | 1-3  | 1-2  | 0-0  | 2-2  | 1-1  | 1-1  | 1-1  | 2-0  | 1-0  | 0-2  |
| Empoli   | 0-0  | 0-0  | 0-0  | 2-1  | 0-0  | –––– | 3-4  | 0-2  | 1-2  | 1-1  | 1-0  | 0-2  | 1-1  | 3-1  | 4-2  | 1-3  | 1-1  | 1-1  |
| Inter    | 1-0  | 2-0  | 4-0  | 2-1  | 4-0  | 3-0  | –––– | 1-1  | 1-1  | 0-1  | 2-0  | 1-1  | 2-2  | 3-1  | 3-0  | 3-3  | 1-0  | 1-2  |
| Juventus | 3-0  | 1-1  | 2-1  | 4-3  | 1-1  | 1-0  | 3-0  | –––– | 1-2  | 2-1  | 3-0  | 2-2  | 2-2  | 2-0  | 5-0  | 2-1  | 2-0  | 1-0  |
| Lazio    | 0-0  | 1-1  | 3-1  | 2-3  | 3-0  | 4-1  | 3-3  | 0-0  | –––– | 1-1  | 4-0  | 0-0  | 3-0  | 2-1  | 0-1  | 2-2  | 1-1  | 2-1  |
| Milan    | 3-3  | 3-1  | 0-0  | 0-0  | 2-0  | 0-1  | 1-0  | 2-1  | 2-2  | –––– | 2-1  | 2-1  | 3-0  | 2-1  | 2-0  | 1-0  | 6-0  | 1-0  |
| Modena   | 0-2  | 3-2  | 0-0  | 1-0  | 1-1  | 1-1  | 0-2  | 0-1  | 0-0  | 0-3  | –––– | 2-1  | 1-1  | 1-0  | 2-1  | 1-1  | 2-1  | 0-1  |
| Parma    | 2-1  | 1-2  | 4-3  | 0-1  | 2-0  | 2-0  | 1-2  | 1-2  | 2-1  | 1-0  | 1-1  | –––– | 2-2  | 3-2  | 2-0  | 3-0  | 1-0  | 3-2  |
| Perugia  | 1-0  | 1-1  | 0-0  | 1-0  | 3-0  | 1-3  | 4-1  | 0-1  | 2-2  | 1-0  | 2-0  | 1-2  | –––– | 0-0  | 2-0  | 1-0  | 2-1  | 0-2  |
| Piacenza | 2-0  | 3-1  | 1-4  | 0-3  | 0-1  | 1-2  | 1-4  | 0-1  | 2-3  | 4-2  | 3-3  | 1-1  | 5-1  | –––– | 2-2  | 1-1  | 1-0  | 2-0  |
| Reggina  | 1-1  | 1-0  | 2-2  | 1-1  | 4-1  | 1-0  | 1-2  | 2-1  | 0-3  | 0-0  | 0-1  | 0-0  | 3-1  | 3-1  | –––– | 2-3  | 2-1  | 3-2  |
| Roma     | 1-2  | 3-1  | 0-0  | 0-1  | 2-1  | 3-1  | 2-2  | 2-2  | 1-1  | 2-1  | 1-2  | 2-1  | 2-2  | 3-0  | 3-0  | –––– | 3-1  | 4-1  |
| Torino   | 1-1  | 2-1  | 0-2  | 1-0  | 0-0  | 1-1  | 0-2  | 0-4  | 0-1  | 0-3  | 1-1  | 0-4  | 2-1  | 1-3  | 1-0  | 0-1  | –––– | 0-1  |
| Udinese  | 1-0  | 0-0  | 0-0  | 2-1  | 3-2  | 2-1  | 2-1  | 0-1  | 2-1  | 1-0  | 2-1  | 1-1  | 0-0  | 2-1  | 1-0  | 2-1  | 1-1  | –––– |

### Calendario
La prima giornata, originariamente fissata al 31 agosto e 1º settembre 2002 ma non disputata per il mancato accordo sui diritti televisivi, fu recuperata in forma di turno infrasettimanale il 6 novembre 2002; su disposizione della FIGC, le ultime quattro gare — in programma nell'intero mese di maggio — si tennero il sabato alle 15:00 per non sovrapporsi al calendario delle manifestazioni europee.
Le soste per impegni della Nazionale azzurra vennero stabilite all'8 settembre, 13 ottobre 2002 e 30 marzo 2003: la pausa natalizia interessò il 29 dicembre 2002 e 5 gennaio 2003, con gli incontri del turno pasquale anticipati a sabato 19 aprile.
| andata (1ª) | andata (1ª) | 1ª giornata       | ritorno (18ª) | ritorno (18ª) |
|             |             |                   |               |               |
| 6 nov.      | 1-3         | Atalanta-Modena   | 2-0           | 25 gen.       |
| 6 nov.      | 3-0         | Chievo-Perugia    | 0-1           | 26 gen.       |
| 6 nov.      | 3-4         | Empoli-Inter      | 0-3           | 26 gen.       |
| 6 nov.      | 1-0         | Milan-Udinese     | 0-1           | 26 gen.       |
| 6 nov.      | 4-3         | Parma-Brescia     | 1-1           | 26 gen.       |
| 6 nov.      | 0-1         | Piacenza-Juventus | 0-2           | 26 gen.       |
| 6 nov.      | 0-3         | Reggina-Lazio     | 1-0           | 26 gen.       |
| 6 nov.      | 2-1         | Roma-Como         | 0-2           | 25 gen.       |
| 6 nov.      | 2-1         | Torino-Bologna    | 2-2           | 26 gen.       |

| andata (2ª) | andata (2ª) | 2ª giornata       | ritorno (19ª) | ritorno (19ª) |
|             |             |                   |               |               |
| 14 set.     | 2-1         | Bologna-Roma      | 1-3           | 1° feb.       |
| 15 set.     | 1-2         | Brescia-Piacenza  | 4-1           | 1° feb.       |
| 14 set.     | 0-2         | Como-Empoli       | 0-0           | 2 feb.        |
| 14 set.     | 1-0         | Inter-Torino      | 2-0           | 2 feb.        |
| 15 set.     | 3-0         | Juventus-Atalanta | 1-1           | 2 feb.        |
| 15 set.     | 2-3         | Lazio-Chievo      | 1-1           | 2 feb.        |
| 14 set.     | 0-3         | Modena-Milan      | 1-2           | 2 feb.        |
| 15 set.     | 2-0         | Perugia-Reggina   | 1-3           | 2 feb.        |
| 15 set.     | 1-1         | Udinese-Parma     | 2-3           | 2 feb.        |

| andata (1ª) | andata (1ª) | 1ª giornata       | ritorno (18ª) | ritorno (18ª) |
|             |             |                   |               |               |
| 6 nov.      | 1-3         | Atalanta-Modena   | 2-0           | 25 gen.       |
| 6 nov.      | 3-0         | Chievo-Perugia    | 0-1           | 26 gen.       |
| 6 nov.      | 3-4         | Empoli-Inter      | 0-3           | 26 gen.       |
| 6 nov.      | 1-0         | Milan-Udinese     | 0-1           | 26 gen.       |
| 6 nov.      | 4-3         | Parma-Brescia     | 1-1           | 26 gen.       |
| 6 nov.      | 0-1         | Piacenza-Juventus | 0-2           | 26 gen.       |
| 6 nov.      | 0-3         | Reggina-Lazio     | 1-0           | 26 gen.       |
| 6 nov.      | 2-1         | Roma-Como         | 0-2           | 25 gen.       |
| 6 nov.      | 2-1         | Torino-Bologna    | 2-2           | 26 gen.       |

| andata (2ª) | andata (2ª) | 2ª giornata       | ritorno (19ª) | ritorno (19ª) |
|             |             |                   |               |               |
| 14 set.     | 2-1         | Bologna-Roma      | 1-3           | 1° feb.       |
| 15 set.     | 1-2         | Brescia-Piacenza  | 4-1           | 1° feb.       |
| 14 set.     | 0-2         | Como-Empoli       | 0-0           | 2 feb.        |
| 14 set.     | 1-0         | Inter-Torino      | 2-0           | 2 feb.        |
| 15 set.     | 3-0         | Juventus-Atalanta | 1-1           | 2 feb.        |
| 15 set.     | 2-3         | Lazio-Chievo      | 1-1           | 2 feb.        |
| 14 set.     | 0-3         | Modena-Milan      | 1-2           | 2 feb.        |
| 15 set.     | 2-0         | Perugia-Reggina   | 1-3           | 2 feb.        |
| 15 set.     | 1-1         | Udinese-Parma     | 2-3           | 2 feb.        |

| andata (3ª) | andata (3ª) | 3ª giornata      | ritorno (20ª) | ritorno (20ª) |
|             |             |                  |               |               |
| 22 set.     | 2-2         | Atalanta-Bologna | 3-2           | 9 feb.        |
| 22 set.     | 1-2         | Chievo-Brescia   | 0-0           | 9 feb.        |
| 21 set.     | 0-2         | Empoli-Juventus  | 0-1           | 8 feb.        |
| 21 set.     | 3-0         | Milan-Perugia    | 0-1           | 9 feb.        |
| 22 set.     | 2-0         | Parma-Como       | 2-2           | 9 feb.        |
| 22 set.     | 2-0         | Piacenza-Udinese | 1-2           | 8 feb.        |
| 22 set.     | 1-2         | Reggina-Inter    | 0-3           | 9 feb.        |
| 22 set.     | 1-2         | Roma-Modena      | 1-1           | 9 feb.        |
| 22 set.     | 0-1         | Torino-Lazio     | 1-1           | 9 feb.        |

| andata (4ª) | andata (4ª) | 4ª giornata      | ritorno (21ª) | ritorno (21ª) |
|             |             |                  |               |               |
| 29 set.     | 1-0         | Bologna-Piacenza | 1-3           | 16 feb.       |
| 29 set.     | 2-3         | Brescia-Roma     | 0-0           | 15 feb.       |
| 29 set.     | 1-1         | Como-Reggina     | 1-4           | 16 feb.       |
| 29 set.     | 2-1         | Inter-Chievo     | 1-2           | 15 feb.       |
| 28 set.     | 2-2         | Juventus-Parma   | 2-1           | 16 feb.       |
| 28 set.     | 1-1         | Lazio-Milan      | 2-2           | 16 feb.       |
| 29 set.     | 2-1         | Modena-Torino    | 1-1           | 16 feb.       |
| 29 set.     | 1-3         | Perugia-Empoli   | 1-1           | 16 feb.       |
| 29 set.     | 1-0         | Udinese-Atalanta | 0-0           | 16 feb.       |

| andata (3ª) | andata (3ª) | 3ª giornata      | ritorno (20ª) | ritorno (20ª) |
|             |             |                  |               |               |
| 22 set.     | 2-2         | Atalanta-Bologna | 3-2           | 9 feb.        |
| 22 set.     | 1-2         | Chievo-Brescia   | 0-0           | 9 feb.        |
| 21 set.     | 0-2         | Empoli-Juventus  | 0-1           | 8 feb.        |
| 21 set.     | 3-0         | Milan-Perugia    | 0-1           | 9 feb.        |
| 22 set.     | 2-0         | Parma-Como       | 2-2           | 9 feb.        |
| 22 set.     | 2-0         | Piacenza-Udinese | 1-2           | 8 feb.        |
| 22 set.     | 1-2         | Reggina-Inter    | 0-3           | 9 feb.        |
| 22 set.     | 1-2         | Roma-Modena      | 1-1           | 9 feb.        |
| 22 set.     | 0-1         | Torino-Lazio     | 1-1           | 9 feb.        |

| andata (4ª) | andata (4ª) | 4ª giornata      | ritorno (21ª) | ritorno (21ª) |
|             |             |                  |               |               |
| 29 set.     | 1-0         | Bologna-Piacenza | 1-3           | 16 feb.       |
| 29 set.     | 2-3         | Brescia-Roma     | 0-0           | 15 feb.       |
| 29 set.     | 1-1         | Como-Reggina     | 1-4           | 16 feb.       |
| 29 set.     | 2-1         | Inter-Chievo     | 1-2           | 15 feb.       |
| 28 set.     | 2-2         | Juventus-Parma   | 2-1           | 16 feb.       |
| 28 set.     | 1-1         | Lazio-Milan      | 2-2           | 16 feb.       |
| 29 set.     | 2-1         | Modena-Torino    | 1-1           | 16 feb.       |
| 29 set.     | 1-3         | Perugia-Empoli   | 1-1           | 16 feb.       |
| 29 set.     | 1-0         | Udinese-Atalanta | 0-0           | 16 feb.       |

| andata (5ª) | andata (5ª) | 5ª giornata     | ritorno (22ª) | ritorno (22ª) |
|             |             |                 |               |               |
| 6 ott.      | 0-1         | Atalanta-Lazio  | 0-0           | 23 feb.       |
| 6 ott.      | 2-0         | Chievo-Modena   | 0-1           | 23 feb.       |
| 6 ott.      | 0-0         | Empoli-Bologna  | 0-2           | 23 feb.       |
| 6 ott.      | 1-1         | Juventus-Como   | 3-1           | 23 feb.       |
| 6 ott.      | 6-0         | Milan-Torino    | 3-0           | 23 feb.       |
| 6 ott.      | 2-2         | Parma-Perugia   | 2-1           | 23 feb.       |
| 6 ott.      | 1-4         | Piacenza-Inter  | 1-3           | 23 feb.       |
| 5 ott.      | 2-2         | Reggina-Brescia | 1-2           | 23 feb.       |
| 5 ott.      | 4-1         | Roma-Udinese    | 1-2           | 23 feb.       |

| andata (6ª) | andata (6ª) | 6ª giornata     | ritorno (23ª) | ritorno (23ª) |
|             |             |                 |               |               |
| 20 ott.     | 1-4         | Atalanta-Milan  | 3-3           | 2 mar.        |
| 20 ott.     | 3-0         | Bologna-Brescia | 0-0           | 1° mar.       |
| 20 ott.     | 1-1         | Como-Piacenza   | 1-0           | 2 mar.        |
| 19 ott.     | 1-3         | Empoli-Roma     | 1-3           | 2 mar.        |
| 19 ott.     | 1-1         | Inter-Juventus  | 0-3           | 2 mar.        |
| 20 ott.     | 3-0         | Lazio-Perugia   | 2-2           | 2 mar.        |
| 20 ott.     | 2-1         | Modena-Parma    | 1-1           | 1° mar.       |
| 20 ott.     | 1-0         | Torino-Chievo   | 2-3           | 2 mar.        |
| 20 ott.     | 1-0         | Udinese-Reggina | 2-3           | 2 mar.        |

| andata (5ª) | andata (5ª) | 5ª giornata     | ritorno (22ª) | ritorno (22ª) |
|             |             |                 |               |               |
| 6 ott.      | 0-1         | Atalanta-Lazio  | 0-0           | 23 feb.       |
| 6 ott.      | 2-0         | Chievo-Modena   | 0-1           | 23 feb.       |
| 6 ott.      | 0-0         | Empoli-Bologna  | 0-2           | 23 feb.       |
| 6 ott.      | 1-1         | Juventus-Como   | 3-1           | 23 feb.       |
| 6 ott.      | 6-0         | Milan-Torino    | 3-0           | 23 feb.       |
| 6 ott.      | 2-2         | Parma-Perugia   | 2-1           | 23 feb.       |
| 6 ott.      | 1-4         | Piacenza-Inter  | 1-3           | 23 feb.       |
| 5 ott.      | 2-2         | Reggina-Brescia | 1-2           | 23 feb.       |
| 5 ott.      | 4-1         | Roma-Udinese    | 1-2           | 23 feb.       |

| andata (6ª) | andata (6ª) | 6ª giornata     | ritorno (23ª) | ritorno (23ª) |
|             |             |                 |               |               |
| 20 ott.     | 1-4         | Atalanta-Milan  | 3-3           | 2 mar.        |
| 20 ott.     | 3-0         | Bologna-Brescia | 0-0           | 1° mar.       |
| 20 ott.     | 1-1         | Como-Piacenza   | 1-0           | 2 mar.        |
| 19 ott.     | 1-3         | Empoli-Roma     | 1-3           | 2 mar.        |
| 19 ott.     | 1-1         | Inter-Juventus  | 0-3           | 2 mar.        |
| 20 ott.     | 3-0         | Lazio-Perugia   | 2-2           | 2 mar.        |
| 20 ott.     | 2-1         | Modena-Parma    | 1-1           | 1° mar.       |
| 20 ott.     | 1-0         | Torino-Chievo   | 2-3           | 2 mar.        |
| 20 ott.     | 1-0         | Udinese-Reggina | 2-3           | 2 mar.        |

| andata (7ª) | andata (7ª) | 7ª giornata      | ritorno (24ª) | ritorno (24ª) |
|             |             |                  |               |               |
| 27 ott.     | 1-1         | Brescia-Como     | 1-1           | 9 mar.        |
| 26 ott.     | 3-2         | Chievo-Milan     | 0-0           | 9 mar.        |
| 27 ott.     | 2-0         | Inter-Bologna    | 2-1           | 8 mar.        |
| 26 ott.     | 1-0         | Juventus-Udinese | 1-0           | 9 mar.        |
| 27 ott.     | 2-2         | Lazio-Roma       | 1-1           | 8 mar.        |
| 27 ott.     | 2-1         | Parma-Atalanta   | 0-0           | 9 mar.        |
| 27 ott.     | 2-0         | Perugia-Modena   | 1-1           | 9 mar.        |
| 27 ott.     | 1-2         | Piacenza-Empoli  | 1-3           | 9 mar.        |
| 27 ott.     | 2-1         | Reggina-Torino   | 0-1           | 9 mar.        |

| andata (8ª) | andata (8ª) | 8ª giornata       | ritorno (25ª) | ritorno (25ª) |
|             |             |                   |               |               |
| 3 nov.      | 2-0         | Atalanta-Piacenza | 0-2           | 16 mar.       |
| 3 nov.      | 0-2         | Como-Inter        | 0-4           | 16 mar.       |
| 3 nov.      | 1-2         | Empoli-Lazio      | 1-4           | 16 mar.       |
| 3 nov.      | 2-0         | Milan-Reggina     | 0-0           | 15 mar.       |
| 3 nov.      | 0-1         | Modena-Juventus   | 0-3           | 15 mar.       |
| 3 nov.      | 0-1         | Parma-Chievo      | 4-0           | 16 mar.       |
| 3 nov.      | 2-2         | Roma-Perugia      | 0-1           | 16 mar.       |
| 2 nov.      | 0-2         | Torino-Brescia    | 0-1           | 16 mar.       |
| 2 nov.      | 0-0         | Udinese-Bologna   | 0-1           | 16 mar.       |

| andata (7ª) | andata (7ª) | 7ª giornata      | ritorno (24ª) | ritorno (24ª) |
|             |             |                  |               |               |
| 27 ott.     | 1-1         | Brescia-Como     | 1-1           | 9 mar.        |
| 26 ott.     | 3-2         | Chievo-Milan     | 0-0           | 9 mar.        |
| 27 ott.     | 2-0         | Inter-Bologna    | 2-1           | 8 mar.        |
| 26 ott.     | 1-0         | Juventus-Udinese | 1-0           | 9 mar.        |
| 27 ott.     | 2-2         | Lazio-Roma       | 1-1           | 8 mar.        |
| 27 ott.     | 2-1         | Parma-Atalanta   | 0-0           | 9 mar.        |
| 27 ott.     | 2-0         | Perugia-Modena   | 1-1           | 9 mar.        |
| 27 ott.     | 1-2         | Piacenza-Empoli  | 1-3           | 9 mar.        |
| 27 ott.     | 2-1         | Reggina-Torino   | 0-1           | 9 mar.        |

| andata (8ª) | andata (8ª) | 8ª giornata       | ritorno (25ª) | ritorno (25ª) |
|             |             |                   |               |               |
| 3 nov.      | 2-0         | Atalanta-Piacenza | 0-2           | 16 mar.       |
| 3 nov.      | 0-2         | Como-Inter        | 0-4           | 16 mar.       |
| 3 nov.      | 1-2         | Empoli-Lazio      | 1-4           | 16 mar.       |
| 3 nov.      | 2-0         | Milan-Reggina     | 0-0           | 15 mar.       |
| 3 nov.      | 0-1         | Modena-Juventus   | 0-3           | 15 mar.       |
| 3 nov.      | 0-1         | Parma-Chievo      | 4-0           | 16 mar.       |
| 3 nov.      | 2-2         | Roma-Perugia      | 0-1           | 16 mar.       |
| 2 nov.      | 0-2         | Torino-Brescia    | 0-1           | 16 mar.       |
| 2 nov.      | 0-0         | Udinese-Bologna   | 0-1           | 16 mar.       |

| andata (9ª) | andata (9ª) | 9ª giornata     | ritorno (26ª) | ritorno (26ª) |
|             |             |                 |               |               |
| 10 nov.     | 1-0         | Bologna-Como    | 1-5           | 23 mar.       |
| 10 nov.     | 0-2         | Brescia-Empoli  | 0-0           | 23 mar.       |
| 10 nov.     | 4-1         | Chievo-Atalanta | 0-1           | 23 mar.       |
| 9 nov.      | 1-2         | Inter-Udinese   | 1-2           | 23 mar.       |
| 10 nov.     | 2-1         | Juventus-Milan  | 1-2           | 22 mar.       |
| 10 nov.     | 0-0         | Lazio-Parma     | 1-2           | 23 mar.       |
| 10 nov.     | 2-1         | Perugia-Torino  | 1-2           | 23 mar.       |
| 9 nov.      | 1-1         | Piacenza-Roma   | 0-3           | 23 mar.       |
| 10 nov.     | 0-1         | Reggina-Modena  | 1-2           | 22 mar.       |

| andata (10ª) | andata (10ª) | 10ª giornata     | ritorno (27ª) | ritorno (27ª) |
|              |              |                  |               |               |
| 17 nov.      | 2-0          | Atalanta-Brescia | 0-3           | 6 apr.        |
| 16 nov.      | 2-1          | Bologna-Perugia  | 1-1           | 6 apr.        |
| 17 nov.      | 1-3          | Como-Lazio       | 0-3           | 6 apr.        |
| 17 nov.      | 4-2          | Empoli-Reggina   | 0-1           | 6 apr.        |
| 17 nov.      | 2-1          | Milan-Parma      | 0-1           | 5 apr.        |
| 17 nov.      | 1-0          | Modena-Piacenza  | 3-3           | 6 apr.        |
| 16 nov.      | 2-2          | Roma-Inter       | 3-3           | 6 apr.        |
| 17 nov.      | 0-4          | Torino-Juventus  | 0-2           | 5 apr.        |
| 17 nov.      | 2-1          | Udinese-Chievo   | 0-3           | 6 apr.        |

| andata (9ª) | andata (9ª) | 9ª giornata     | ritorno (26ª) | ritorno (26ª) |
|             |             |                 |               |               |
| 10 nov.     | 1-0         | Bologna-Como    | 1-5           | 23 mar.       |
| 10 nov.     | 0-2         | Brescia-Empoli  | 0-0           | 23 mar.       |
| 10 nov.     | 4-1         | Chievo-Atalanta | 0-1           | 23 mar.       |
| 9 nov.      | 1-2         | Inter-Udinese   | 1-2           | 23 mar.       |
| 10 nov.     | 2-1         | Juventus-Milan  | 1-2           | 22 mar.       |
| 10 nov.     | 0-0         | Lazio-Parma     | 1-2           | 23 mar.       |
| 10 nov.     | 2-1         | Perugia-Torino  | 1-2           | 23 mar.       |
| 9 nov.      | 1-1         | Piacenza-Roma   | 0-3           | 23 mar.       |
| 10 nov.     | 0-1         | Reggina-Modena  | 1-2           | 22 mar.       |

| andata (10ª) | andata (10ª) | 10ª giornata     | ritorno (27ª) | ritorno (27ª) |
|              |              |                  |               |               |
| 17 nov.      | 2-0          | Atalanta-Brescia | 0-3           | 6 apr.        |
| 16 nov.      | 2-1          | Bologna-Perugia  | 1-1           | 6 apr.        |
| 17 nov.      | 1-3          | Como-Lazio       | 0-3           | 6 apr.        |
| 17 nov.      | 4-2          | Empoli-Reggina   | 0-1           | 6 apr.        |
| 17 nov.      | 2-1          | Milan-Parma      | 0-1           | 5 apr.        |
| 17 nov.      | 1-0          | Modena-Piacenza  | 3-3           | 6 apr.        |
| 16 nov.      | 2-2          | Roma-Inter       | 3-3           | 6 apr.        |
| 17 nov.      | 0-4          | Torino-Juventus  | 0-2           | 5 apr.        |
| 17 nov.      | 2-1          | Udinese-Chievo   | 0-3           | 6 apr.        |

| andata (11ª) | andata (11ª) | 11ª giornata     | ritorno (28ª) | ritorno (28ª) |
|              |              |                  |               |               |
| 24 nov.      | 1-1          | Brescia-Udinese  | 0-0           | 13 apr.       |
| 24 nov.      | 1-0          | Chievo-Empoli    | 1-2           | 13 apr.       |
| 23 nov.      | 1-1          | Juventus-Bologna | 2-2           | 13 apr.       |
| 24 nov.      | 4-0          | Lazio-Modena     | 0-0           | 13 apr.       |
| 23 nov.      | 1-0          | Milan-Inter      | 1-0           | 12 apr.       |
| 24 nov.      | 3-0          | Parma-Roma       | 1-2           | 13 apr.       |
| 24 nov.      | 3-0          | Perugia-Como     | 1-1           | 12 apr.       |
| 24 nov.      | 1-0          | Piacenza-Torino  | 3-1           | 13 apr.       |
| 24 nov.      | 1-1          | Reggina-Atalanta | 1-1           | 13 apr.       |

| andata (12ª) | andata (12ª) | 12ª giornata     | ritorno (29ª) | ritorno (29ª) |
|              |              |                  |               |               |
| 1º dic.      | 0-2          | Atalanta-Perugia | 0-1           | 19 apr.       |
| 1º dic.      | 3-0          | Bologna-Modena   | 2-3           | 19 apr.       |
| 18 dic.      | 0-2          | Como-Udinese     | 2-3           | 19 apr.       |
| 1º dic.      | 1-1          | Empoli-Milan     | 1-0           | 19 apr.       |
| 1º dic.      | 4-0          | Inter-Brescia    | 1-0           | 19 apr.       |
| 1º dic.      | 2-3          | Piacenza-Lazio   | 1-2           | 19 apr.       |
| 30 nov.      | 1-1          | Reggina-Chievo   | 1-2           | 19 apr.       |
| 1º dic.      | 2-2          | Roma-Juventus    | 1-2           | 19 apr.       |
| 1º dic.      | 0-4          | Torino-Parma     | 0-1           | 19 apr.       |

| andata (11ª) | andata (11ª) | 11ª giornata     | ritorno (28ª) | ritorno (28ª) |
|              |              |                  |               |               |
| 24 nov.      | 1-1          | Brescia-Udinese  | 0-0           | 13 apr.       |
| 24 nov.      | 1-0          | Chievo-Empoli    | 1-2           | 13 apr.       |
| 23 nov.      | 1-1          | Juventus-Bologna | 2-2           | 13 apr.       |
| 24 nov.      | 4-0          | Lazio-Modena     | 0-0           | 13 apr.       |
| 23 nov.      | 1-0          | Milan-Inter      | 1-0           | 12 apr.       |
| 24 nov.      | 3-0          | Parma-Roma       | 1-2           | 13 apr.       |
| 24 nov.      | 3-0          | Perugia-Como     | 1-1           | 12 apr.       |
| 24 nov.      | 1-0          | Piacenza-Torino  | 3-1           | 13 apr.       |
| 24 nov.      | 1-1          | Reggina-Atalanta | 1-1           | 13 apr.       |

| andata (12ª) | andata (12ª) | 12ª giornata     | ritorno (29ª) | ritorno (29ª) |
|              |              |                  |               |               |
| 1º dic.      | 0-2          | Atalanta-Perugia | 0-1           | 19 apr.       |
| 1º dic.      | 3-0          | Bologna-Modena   | 2-3           | 19 apr.       |
| 18 dic.      | 0-2          | Como-Udinese     | 2-3           | 19 apr.       |
| 1º dic.      | 1-1          | Empoli-Milan     | 1-0           | 19 apr.       |
| 1º dic.      | 4-0          | Inter-Brescia    | 1-0           | 19 apr.       |
| 1º dic.      | 2-3          | Piacenza-Lazio   | 1-2           | 19 apr.       |
| 30 nov.      | 1-1          | Reggina-Chievo   | 1-2           | 19 apr.       |
| 1º dic.      | 2-2          | Roma-Juventus    | 1-2           | 19 apr.       |
| 1º dic.      | 0-4          | Torino-Parma     | 0-1           | 19 apr.       |

| andata (13ª) | andata (13ª) | 13ª giornata     | ritorno (30ª) | ritorno (30ª) |
|              |              |                  |               |               |
| 8 dic.       | 2-0          | Brescia-Juventus | 1-2           | 27 apr.       |
| 8 dic.       | 0-0          | Chievo-Bologna   | 1-1           | 27 apr.       |
| 7 dic.       | 3-3          | Lazio-Inter      | 1-1           | 27 apr.       |
| 7 dic.       | 1-0          | Milan-Roma       | 1-2           | 26 apr.       |
| 8 dic.       | 1-1          | Modena-Como      | 0-0           | 27 apr.       |
| 8 dic.       | 2-0          | Parma-Reggina    | 0-0           | 27 apr.       |
| 8 dic.       | 0-0          | Perugia-Piacenza | 1-5           | 27 apr.       |
| 6 gen.       | 1-1          | Torino-Atalanta  | 2-2           | 26 apr.       |
| 8 dic.       | 2-1          | Udinese-Empoli   | 1-1           | 27 apr.       |

| andata (14ª) | andata (14ª) | 14ª giornata    | ritorno (31ª) | ritorno (31ª) |
|              |              |                 |               |               |
| 14 dic.      | 2-1          | Bologna-Parma   | 2-1           | 3 mag.        |
| 15 dic.      | 3-1          | Brescia-Perugia | 0-0           | 3 mag.        |
| 15 dic.      | 1-2          | Como-Milan      | 0-2           | 3 mag.        |
| 15 dic.      | 1-0          | Empoli-Modena   | 1-1           | 3 mag.        |
| 15 dic.      | 1-0          | Inter-Atalanta  | 1-1           | 3 mag.        |
| 15 dic.      | 1-2          | Juventus-Lazio  | 0-0           | 3 mag.        |
| 14 dic.      | 0-3          | Piacenza-Chievo | 1-3           | 3 mag.        |
| 15 dic.      | 3-0          | Roma-Reggina    | 3-2           | 3 mag.        |
| 15 dic.      | 1-1          | Udinese-Torino  | 1-0           | 3 mag.        |

| andata (13ª) | andata (13ª) | 13ª giornata     | ritorno (30ª) | ritorno (30ª) |
|              |              |                  |               |               |
| 8 dic.       | 2-0          | Brescia-Juventus | 1-2           | 27 apr.       |
| 8 dic.       | 0-0          | Chievo-Bologna   | 1-1           | 27 apr.       |
| 7 dic.       | 3-3          | Lazio-Inter      | 1-1           | 27 apr.       |
| 7 dic.       | 1-0          | Milan-Roma       | 1-2           | 26 apr.       |
| 8 dic.       | 1-1          | Modena-Como      | 0-0           | 27 apr.       |
| 8 dic.       | 2-0          | Parma-Reggina    | 0-0           | 27 apr.       |
| 8 dic.       | 0-0          | Perugia-Piacenza | 1-5           | 27 apr.       |
| 6 gen.       | 1-1          | Torino-Atalanta  | 2-2           | 26 apr.       |
| 8 dic.       | 2-1          | Udinese-Empoli   | 1-1           | 27 apr.       |

| andata (14ª) | andata (14ª) | 14ª giornata    | ritorno (31ª) | ritorno (31ª) |
|              |              |                 |               |               |
| 14 dic.      | 2-1          | Bologna-Parma   | 2-1           | 3 mag.        |
| 15 dic.      | 3-1          | Brescia-Perugia | 0-0           | 3 mag.        |
| 15 dic.      | 1-2          | Como-Milan      | 0-2           | 3 mag.        |
| 15 dic.      | 1-0          | Empoli-Modena   | 1-1           | 3 mag.        |
| 15 dic.      | 1-0          | Inter-Atalanta  | 1-1           | 3 mag.        |
| 15 dic.      | 1-2          | Juventus-Lazio  | 0-0           | 3 mag.        |
| 14 dic.      | 0-3          | Piacenza-Chievo | 1-3           | 3 mag.        |
| 15 dic.      | 3-0          | Roma-Reggina    | 3-2           | 3 mag.        |
| 15 dic.      | 1-1          | Udinese-Torino  | 1-0           | 3 mag.        |

| andata (15ª) | andata (15ª) | 15ª giornata     | ritorno (32ª) | ritorno (32ª) |
|              |              |                  |               |               |
| 22 dic.      | 2-2          | Atalanta-Empoli  | 0-0           | 10 mag.       |
| 22 dic.      | 2-0          | Chievo-Como      | 4-2           | 10 mag.       |
| 22 dic.      | 1-1          | Lazio-Bologna    | 2-0           | 10 mag.       |
| 22 dic.      | 0-0          | Milan-Brescia    | 0-1           | 10 mag.       |
| 21 dic.      | 0-1          | Modena-Udinese   | 1-2           | 10 mag.       |
| 22 dic.      | 1-2          | Parma-Inter      | 1-1           | 10 mag.       |
| 22 dic.      | 0-1          | Perugia-Juventus | 2-2           | 10 mag.       |
| 22 dic.      | 3-1          | Reggina-Piacenza | 2-2           | 10 mag.       |
| 21 dic.      | 0-1          | Torino-Roma      | 1-3           | 10 mag.       |

| andata (16ª) | andata (16ª) | 16ª giornata     | ritorno (33ª) | ritorno (33ª) |
|              |              |                  |               |               |
| 12 gen.      | 0-2          | Bologna-Milan    | 1-3           | 17 mag.       |
| 11 gen.      | 0-0          | Brescia-Lazio    | 1-3           | 17 mag.       |
| 12 gen.      | 1-1          | Como-Atalanta    | 1-2           | 17 mag.       |
| 11 gen.      | 1-1          | Empoli-Torino    | 1-1           | 17 mag.       |
| 12 gen.      | 2-0          | Inter-Modena     | 2-0           | 17 mag.       |
| 12 gen.      | 5-0          | Juventus-Reggina | 1-2           | 17 mag.       |
| 12 gen.      | 1-1          | Piacenza-Parma   | 2-3           | 17 mag.       |
| 12 gen.      | 0-1          | Roma-Chievo      | 0-0           | 17 mag.       |
| 12 gen.      | 0-0          | Udinese-Perugia  | 2-0           | 17 mag.       |

| andata (15ª) | andata (15ª) | 15ª giornata     | ritorno (32ª) | ritorno (32ª) |
|              |              |                  |               |               |
| 22 dic.      | 2-2          | Atalanta-Empoli  | 0-0           | 10 mag.       |
| 22 dic.      | 2-0          | Chievo-Como      | 4-2           | 10 mag.       |
| 22 dic.      | 1-1          | Lazio-Bologna    | 2-0           | 10 mag.       |
| 22 dic.      | 0-0          | Milan-Brescia    | 0-1           | 10 mag.       |
| 21 dic.      | 0-1          | Modena-Udinese   | 1-2           | 10 mag.       |
| 22 dic.      | 1-2          | Parma-Inter      | 1-1           | 10 mag.       |
| 22 dic.      | 0-1          | Perugia-Juventus | 2-2           | 10 mag.       |
| 22 dic.      | 3-1          | Reggina-Piacenza | 2-2           | 10 mag.       |
| 21 dic.      | 0-1          | Torino-Roma      | 1-3           | 10 mag.       |

| andata (16ª) | andata (16ª) | 16ª giornata     | ritorno (33ª) | ritorno (33ª) |
|              |              |                  |               |               |
| 12 gen.      | 0-2          | Bologna-Milan    | 1-3           | 17 mag.       |
| 11 gen.      | 0-0          | Brescia-Lazio    | 1-3           | 17 mag.       |
| 12 gen.      | 1-1          | Como-Atalanta    | 1-2           | 17 mag.       |
| 11 gen.      | 1-1          | Empoli-Torino    | 1-1           | 17 mag.       |
| 12 gen.      | 2-0          | Inter-Modena     | 2-0           | 17 mag.       |
| 12 gen.      | 5-0          | Juventus-Reggina | 1-2           | 17 mag.       |
| 12 gen.      | 1-1          | Piacenza-Parma   | 2-3           | 17 mag.       |
| 12 gen.      | 0-1          | Roma-Chievo      | 0-0           | 17 mag.       |
| 12 gen.      | 0-0          | Udinese-Perugia  | 2-0           | 17 mag.       |

| \| andata (17ª) \| andata (17ª) \| 17ª giornata \| ritorno (34ª) \| ritorno (34ª) \| \| \| \| \| \| \| \| 19 gen. \| 2-1 \| Atalanta-Roma \| 2-1 \| 24 mag. \| \| 19 gen. \| 1-4 \| Chievo-Juventus \| 3-4 \| 24 mag. \| \| 19 gen. \| 2-1 \| Lazio-Udinese \| 1-2 \| 24 mag. \| \| 19 gen. \| 2-1 \| Milan-Piacenza \| 2-4 \| 24 mag. \| \| 19 gen. \| 0-0 \| Modena-Brescia \| 2-2 \| 24 mag. \| \| 18 gen. \| 2-0 \| Parma-Empoli \| 2-0 \| 24 mag. \| \| 19 gen. \| 4-1 \| Perugia-Inter \| 2-2 \| 24 mag. \| \| 18 gen. \| 1-0 \| Reggina-Bologna \| 2-0 \| 24 mag. \| \| 19 gen. \| 0-0 \| Torino-Como \| 0-1 \| 24 mag. \| |              |                 |               |               |
| andata (17ª) | andata (17ª) | 17ª giornata    | ritorno (34ª) | ritorno (34ª) |
| |              |                 |               |               |
| 19 gen. | 2-1          | Atalanta-Roma   | 2-1           | 24 mag.       |
| 19 gen. | 1-4          | Chievo-Juventus | 3-4           | 24 mag.       |
| 19 gen. | 2-1          | Lazio-Udinese   | 1-2           | 24 mag.       |
| 19 gen. | 2-1          | Milan-Piacenza  | 2-4           | 24 mag.       |
| 19 gen. | 0-0          | Modena-Brescia  | 2-2           | 24 mag.       |
| 18 gen. | 2-0          | Parma-Empoli    | 2-0           | 24 mag.       |
| 19 gen. | 4-1          | Perugia-Inter   | 2-2           | 24 mag.       |
| 18 gen. | 1-0          | Reggina-Bologna | 2-0           | 24 mag.       |
| 19 gen. | 0-0          | Torino-Como     | 0-1           | 24 mag.       |

| andata (17ª) | andata (17ª) | 17ª giornata    | ritorno (34ª) | ritorno (34ª) |
|              |              |                 |               |               |
| 19 gen.      | 2-1          | Atalanta-Roma   | 2-1           | 24 mag.       |
| 19 gen.      | 1-4          | Chievo-Juventus | 3-4           | 24 mag.       |
| 19 gen.      | 2-1          | Lazio-Udinese   | 1-2           | 24 mag.       |
| 19 gen.      | 2-1          | Milan-Piacenza  | 2-4           | 24 mag.       |
| 19 gen.      | 0-0          | Modena-Brescia  | 2-2           | 24 mag.       |
| 18 gen.      | 2-0          | Parma-Empoli    | 2-0           | 24 mag.       |
| 19 gen.      | 4-1          | Perugia-Inter   | 2-2           | 24 mag.       |
| 18 gen.      | 1-0          | Reggina-Bologna | 2-0           | 24 mag.       |
| 19 gen.      | 0-0          | Torino-Como     | 0-1           | 24 mag.       |

## Spareggi

### Spareggio salvezza
|          | Risultati |          | Luogo e data                    |
| -------- | --------- | -------- | ------------------------------- |
| Reggina  | 0-0       | Atalanta | Reggio Calabria, 29 maggio 2003 |
| Atalanta | 1-2       | Reggina  | Bergamo, 2 giugno 2003          |
|          |           |          |                                 |

## Statistiche

### Squadre

#### Capoliste solitarie
|    | —— | —— | ——    | ——    | —— | ——    | ——    | ——    | ——  | ——  | ——  | ——    | ——    | ——  | ——  | ——  | ——  | ——  | ——  | ——  | ——  | ——       | ——       | ——       | ——       | ——       | ——       | ——       | ——       | ——       | ——       | ——       | ——       | —— |  |
|    |    |    | Inter | Inter |    | Inter | Inter | Inter | Juv |     | Laz | Milan | Milan |     |     | Mil |     |     | Int |     |     | Juventus | Juventus | Juventus | Juventus | Juventus | Juventus | Juventus | Juventus | Juventus | Juventus | Juventus | Juventus |    |  |
|    |    |    |       |       |    |       |       |       |     |     |     |       |       |     |     |     |     |     |     |     |     |          |          |          |          |          |          |          |          |          |          |          |          |    |  |
|    |    |    |       |       |    |       |       |       |     |     |     |       |       |     |     |     |     |     |     |     |     |          |          |          |          |          |          |          |          |          |          |          |          |    |  |
| 1ª | 2ª | 3ª | 4ª    | 5ª    | 6ª | 7ª    | 8ª    | 9ª    | 10ª | 11ª | 12ª | 13ª   | 14ª   | 15ª | 16ª | 17ª | 18ª | 19ª | 20ª | 21ª | 22ª | 23ª      | 24ª      | 25ª      | 26ª      | 27ª      | 28ª      | 29ª      | 30ª      | 31ª      | 32ª      | 33ª      | 34ª      |    |  |

#### Primati stagionali
- Maggior numero di partite vinte: Juventus (21)
- Minor numero di partite perse: Juventus, Lazio (4)
- Massimo dei pareggi: Brescia, Lazio (15)
- Minor numero di partite vinte: Como, Torino (4)
- Maggior numero di partite perse: Torino (21)
- Minimo dei pareggi: Piacenza (6)
- Miglior attacco: Inter, Juventus (64)
- Miglior difesa: Juventus (29)
- Miglior differenza reti: Juventus (35)
- Peggior attacco: Torino (23)
- Peggior difesa: Piacenza (62)
- Peggior differenza reti: Torino (−35)
- Partita con più reti segnate: Empoli-Inter 3-4, Parma-Brescia 4-3, Juventus-Chievo 4-3 (7)
- Partita con il maggior scarto di reti: Milan-Torino 6-0 (6)

### Individuali
Da segnalare la quadripletta messa a segno da Christian Vieri in Inter-Brescia 4-0 della 12ª giornata.

#### Classifica marcatori
| Gol | Rigori |  | Giocatore            | Squadra                |
| --- | ------ |  | -------------------- | ---------------------- |
| 24  | 2      |  | Christian Vieri      | Inter                  |
| 18  | 4      |  | Adrian Mutu          | Parma                  |
| 17  | 1      |  | Filippo Inzaghi      | Milan                  |
| 16  | 6      |  | Alessandro Del Piero | Juventus               |
| 15  |        |  | Adriano              | Parma                  |
| 15  | 4      |  | Claudio López        | Lazio                  |
| 14  | 1      |  | Dario Hübner         | Piacenza               |
| 14  | 2      |  | Francesco Totti      | Roma                   |
| 13  |        |  | Antonio Di Natale    | Empoli                 |
| 12  | 5      |  | Roberto Baggio       | Brescia                |
| 12  | 5      |  | Giuseppe Signori     | Bologna                |
| 10  |        |  | Emiliano Bonazzoli   | Parma (3), Reggina (7) |
| 10  |        |  | Bernardo Corradi     | Lazio                  |
| 10  | 1      |  | Julio Ricardo Cruz   | Bologna                |
| 10  | 3      |  | Cristiano Doni       | Atalanta               |

### Media spettatori
Media spettatori della Serie A 2002-03: 25.474
| Club     | Pos. | Media  | Max.   | Totale    | Abbonamenti |
| -------- | ---- | ------ | ------ | --------- | ----------- |
| Inter    | 1    | 61.943 | 76.660 | 1.053.023 | 49.246      |
| Milan    | 2    | 61.534 | 78.843 | 1.046.074 | 50.726      |
| Roma     | 3    | 57.160 | 74.313 | 971.720   | 48.213      |
| Lazio    | 4    | 44.129 | 69.877 | 750.188   | 28.431      |
| Juventus | 5    | 39.771 | 57.762 | 676.106   | 33.438      |
| Reggina  | 6    | 24.658 | 26.640 | 420.728   | 23.465      |
| Bologna  | 7    | 24.489 | 36.178 | 416.310   | 17.069      |
| Chievo   | 8    | 16.902 | 34.544 | 287.336   | 10.000      |
| Udinese  | 9    | 16.859 | 26.694 | 286.608   | 13.637      |
| Parma    | 10   | 16.306 | 25.603 | 277.198   | 11.544      |
| Brescia  | 11   | 15.739 | 22.039 | 267.569   | 9.186       |
| Atalanta | 12   | 15.483 | 23.647 | 263.213   | 10.958      |
| Torino   | 13   | 14.870 | 32.947 | 252.794   | 11.418      |
| Modena   | 14   | 14.291 | 16.227 | 242.952   | 12.762      |
| Perugia  | 15   | 10.311 | 22.020 | 175.281   | 4.731       |
| Empoli   | 16   | 9.127  | 18.700 | 155.166   | 3.755       |
| Piacenza | 17   | 8.198  | 15.029 | 175.281   | 5.379       |
| Como     | 18   | 7.320  | 12.452 | 124.442   | 4.838       |